# Hanover Township (comtat de Columbiana)
Hanover, formalment Township of Hanover, és un dels divuit townships del comtat de Columbiana, Ohio, Estats Units. El cens del 2020 hi comptabilitzà 3.459 habitants. A l'estat hi ha altres townships anomenats Hanover que, respectivament es troben als comtats de Butler, Ashland i Licking. El township s'organitzà el 1806. Ubicat a la part occidental del comtat, és a una alçada respece el nivell de la mar de 325 m. i limita amb els següents townships:
- Butler Township - nord

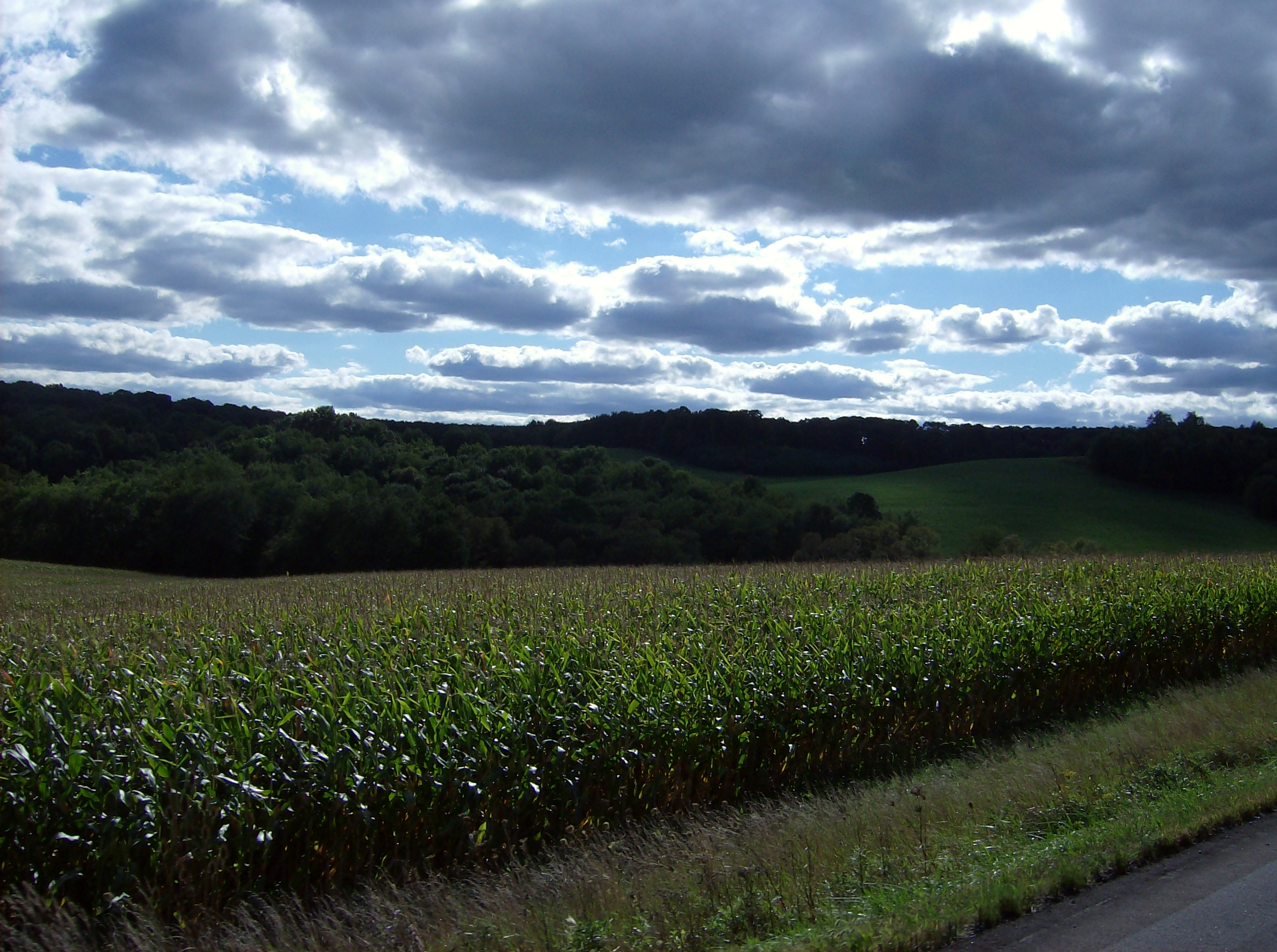
Camp a Hanover Township

- Salem Township - cantonada nord-est
- Center Township - est
- Franklin Township - sud-est
- East Township, comtat de Carroll - sud-oest
- West Township - oest
- Knox Township - cantonada nord-oest

Al township de Hanover també hi ha un village i dues comunitats no incorporades es troben :
- El village de Hanoverton, al sud
- La comunitat no incorporada de Kensington, al sud-oest
- La comunitat no incorporada de Guilford, al nord-est

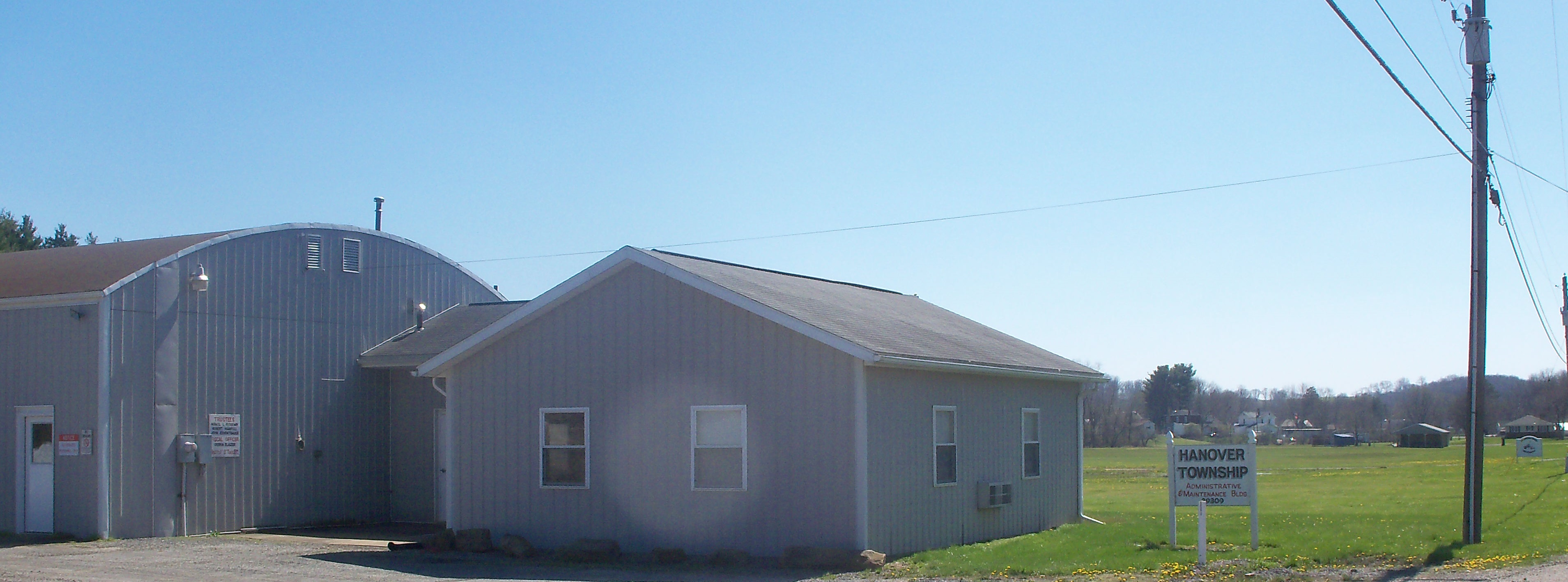
Ajuntament

El township és governat per un board of trustees (~junta directiva) de tres membres, que són elegits al novembre dels anys senars per un mandat de quatre anys que inicien l'1 de gener següent. Dos són elegits l'any següent a les eleccions presidencials i un és elegit l'any anterior. També hi ha un funcionari fiscal electe del township, que exerceix per un mandat de quatre anys a partir de l'1 d'abril de l'any següent a les eleccions, que se celebren al novembre de l'any anterior a les eleccions presidencials. Les vacants en el càrrec de funcionari fiscal o en el consell d'administració les cobreixen els administradors restants.
Trustees del township (2020)
- Jason T. Raymond, president[7]
- John S. Zehentbauer, vicepresident[7]
- Robert L. Manfull[7]

Oficial fiscal (2020)
- Debra J. Blazer[7]